# Wielcy mistrzowie zakonu Calatrava
Wielcy mistrzowie zakonu Calatrava:
1. García 1164–1169
2. Fernando Escaza 1169–1170
3. Martín Péres de Siones 1170–1182
4. Nuño Pérez de Quiñones 1182–1199
5. Martín Martínez 1199–1207
6. Ruy Díaz de Yanguas 1207–1212
7. Rodrigo García 1212–1216
8. Martín Fernández de Quintana 1216–1218
9. Gonzalo Ibáñez de Novoa 1218–1238
10. Martín Ruiz 1238–1240
11. Gómez Manrique 1240–1243
12. Fernando Ordóñez 1243–1254
13. Pedro Yáñez 1254–1267
14. Juan González 1267–1284
15. Ruy Pérez Ponce 1284–1295
16. Diego López de Sansoles 1295–1296
17. Garci López de Padilla (pierwszy) 1296–1322
18. Juan Núñez de Prado 1322–1355
19. Diego García de Padilla 1355–1365
20. Martín López de Córdoba 1365–1371
21. Pedro Muñiz de Godoy 1371–1384
22. Pedro Álvares Pereira 1384–1385
23. Gonzalo Núñez de Guzmán 1385–1404
24. Enrique de Villena 1404–1407
25. Luis González de Guzmán 1407–1443
26. Fernando de Padilla 1443–1443
27. Alonso de Aragón 1443–1445
28. Pedro Girón  1445–1466
29. Rodrigo Téllez-Girón 1466–1482
30. Garci López de Padilla (drugi) 1482–1487
31. Karol I Hiszpański (cesarz jako Karol V Habsburg) 1516–1556
32. Filip II Habsburg 1556–1598
33. Filip III Habsburg 1598–1621
34. Filip IV Habsburg 1621–1665
35. Karol II Habsburg 1665–1700
36. Filip V Burbon 1700–1724
37. Ludwik I Burbon 1724
38. Filip V Burbon 1724–1746
39. Ferdynand VI Burbon 1746–1759
40. Karol III Burbon 1759–1788
41. Karol IV Burbon 1788–1813
42. Ferdynand VII Burbon 1813–1833
43. Izabela II Burbon 1833–1868
44. Alfons XII Burbon 1875–1885
45. Alfons XIII Burbon 1886–1941
46. Jan Burbon, książę Asturii 1941–1975
47. Jan Karol I Burbon 1975–2014
48. Filip VI Burbon od 2014